# Herbert Prohaska
Herbert Prohaska (Beč, 8. kolovoza 1955.), austrijski nogometni trener i umirovljeni nogometaš. Igrao je na položaju središnjeg veznog igrača. 

## Igračka karijera
Igračku karijeru započeo je u bečkoj Austriji 1972. godine, 1980. prelazi u milanski Inter, od 1982. igra za Romu, 1983. vraća se u bečku Austriju gdje je završio igračku karijeru 1989. godine.
Za Austrijsku nogometnu reprezentaciju odigrao je 83 utakmice i postigao 10 golova.

## Uspjesi
Sedam puta je bio austrijskim prvakom: 1976., 1978., 1979., 1980., 1984., 1985., i 1986., četiri puta pobjednikom austrijskog kupa 1974., 1977., 1980., 1986., po jedan puta je osvojio talijansko prvenstvo i kup.

## Vanjske poveznice
- Profil igrača